# マンリービーチ

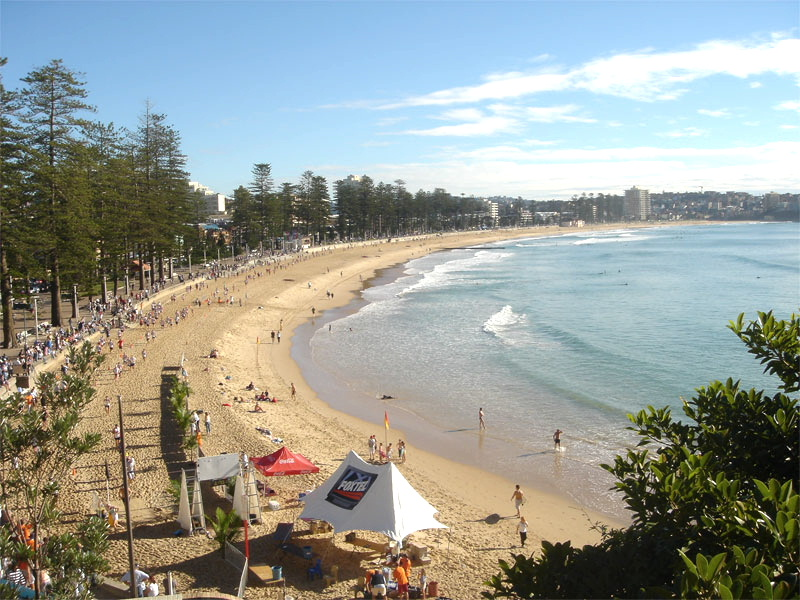
マンリービーチ

マンリービーチは、オーストラリアは、シドニーのノーザンビーチに位置するビーチである。北から順に、クイーンズクリフ、ノースステイン、サウスステインの3つの主要セクションに分かれている。

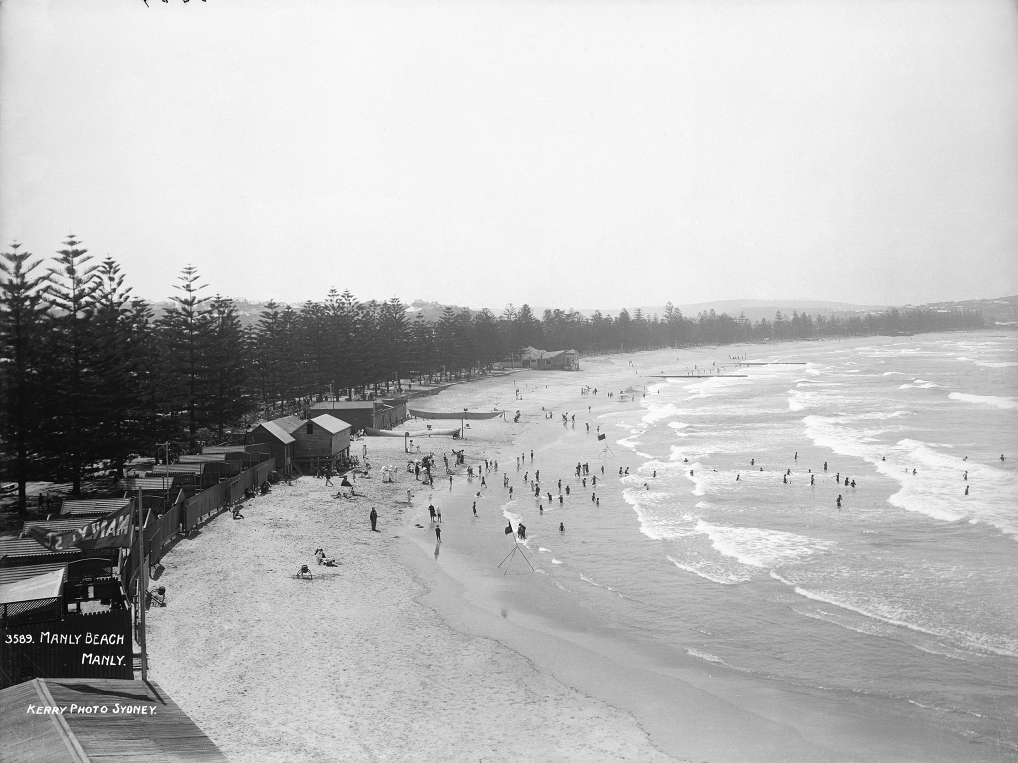
1900年頃のマンリービーチ

マンリービーチを海沿い少し歩くとフェアリーバウアーとシェリービーチである。マンリービーチ付近には、店舗、レストラン、ナイトクラブ、バーなどがある。
ビーチの名前はそこに住んでいる先住民にちなんで、アーサー・フィリップ提督が名づけたものである。フィリップはそれについて「彼らの自信と男らしい行動からこの場所にManly Coveの名前を与えた」と書いている。
Manly Council Lifeguardsがサウスステインでは1年中、ノースステインとクイーンズクリフでは10月から翌年4月に活動している。Volunteer Life Saversも10月から翌年5月までの週末と休日にパトロールしている。
シドニーの主要フェリーターミナルであるサーキュラー・キーからマンリーへはフェリーで30分かかる。歩行者用の広場とショッピングと食事ができるマンリーのメインストリートの1つであるコルソ通りは、フェリー埠頭と港のビーチからノースヘッドの付け根を横切ってマンリービーチへと延び、そこでノースステインとサウスステインの境と接続する。

## ギャラリー

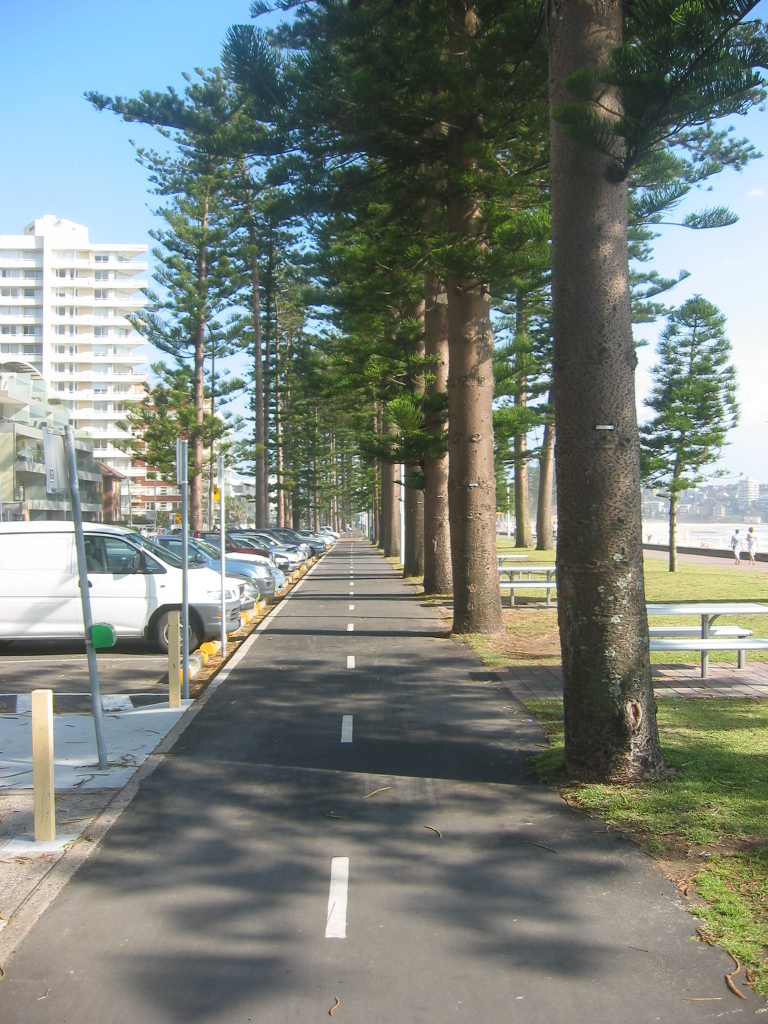
ビーチ沿いの自転車・歩行車道
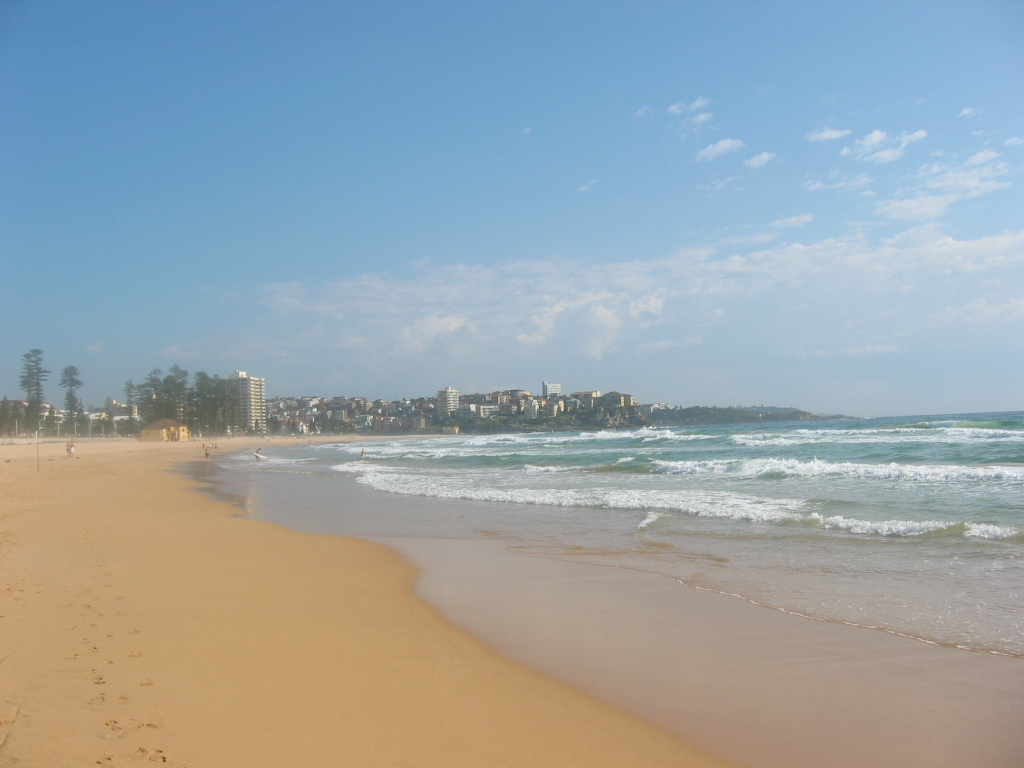
マンリービーチから北を見る
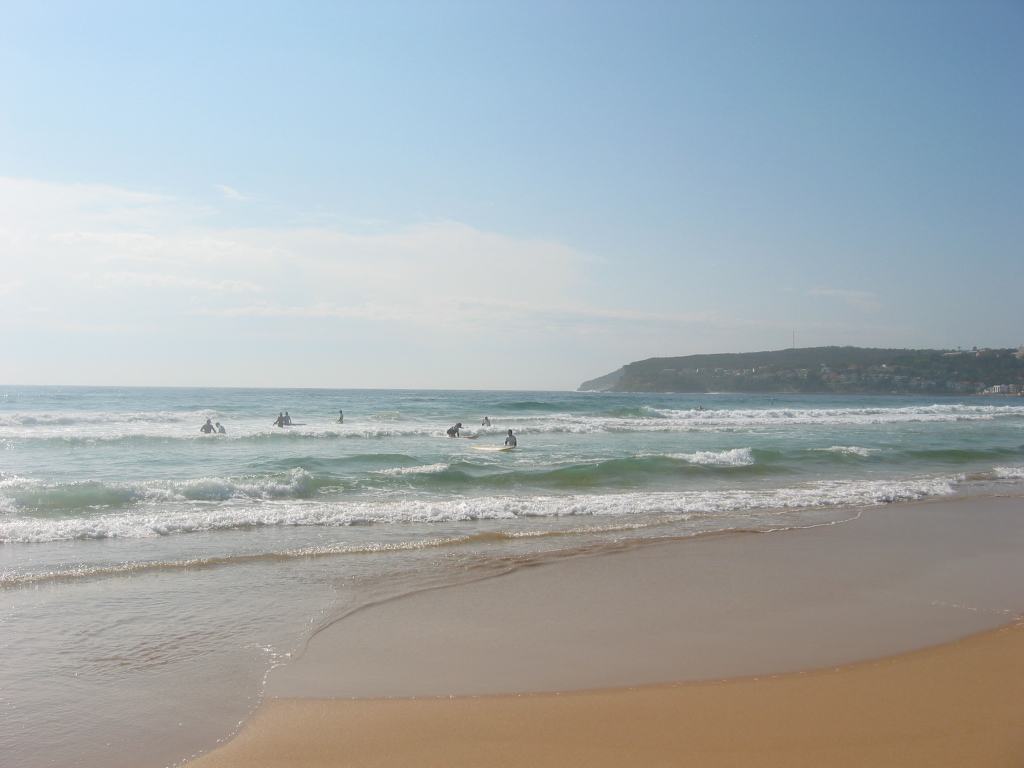
東を見る
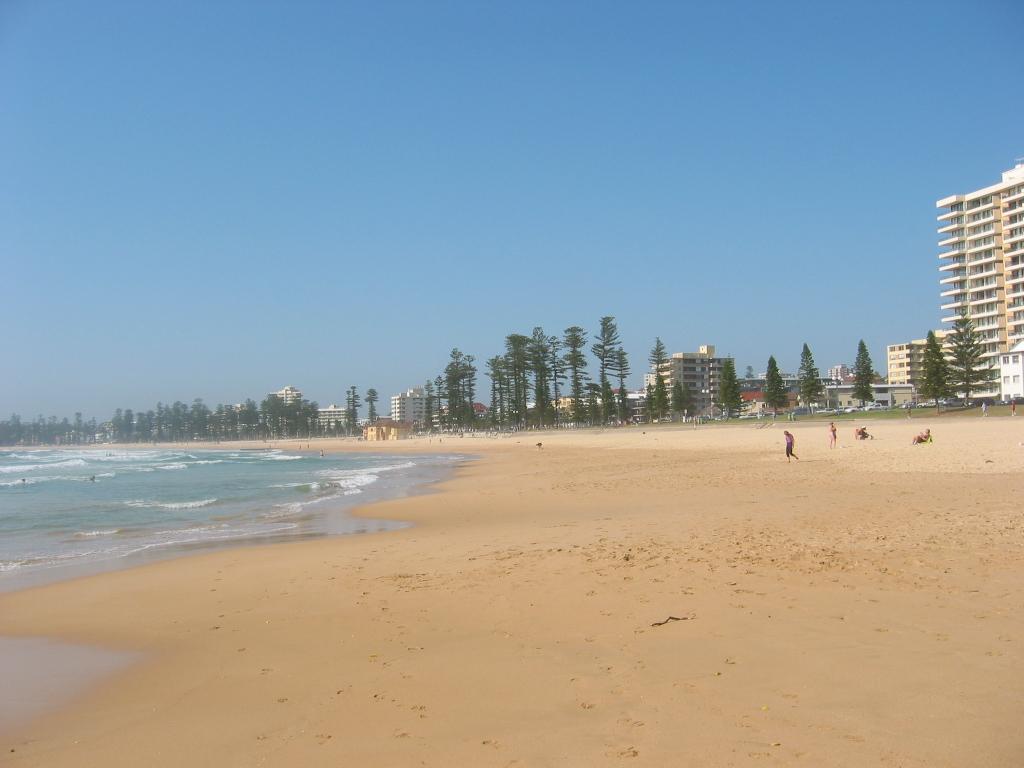
南を見る
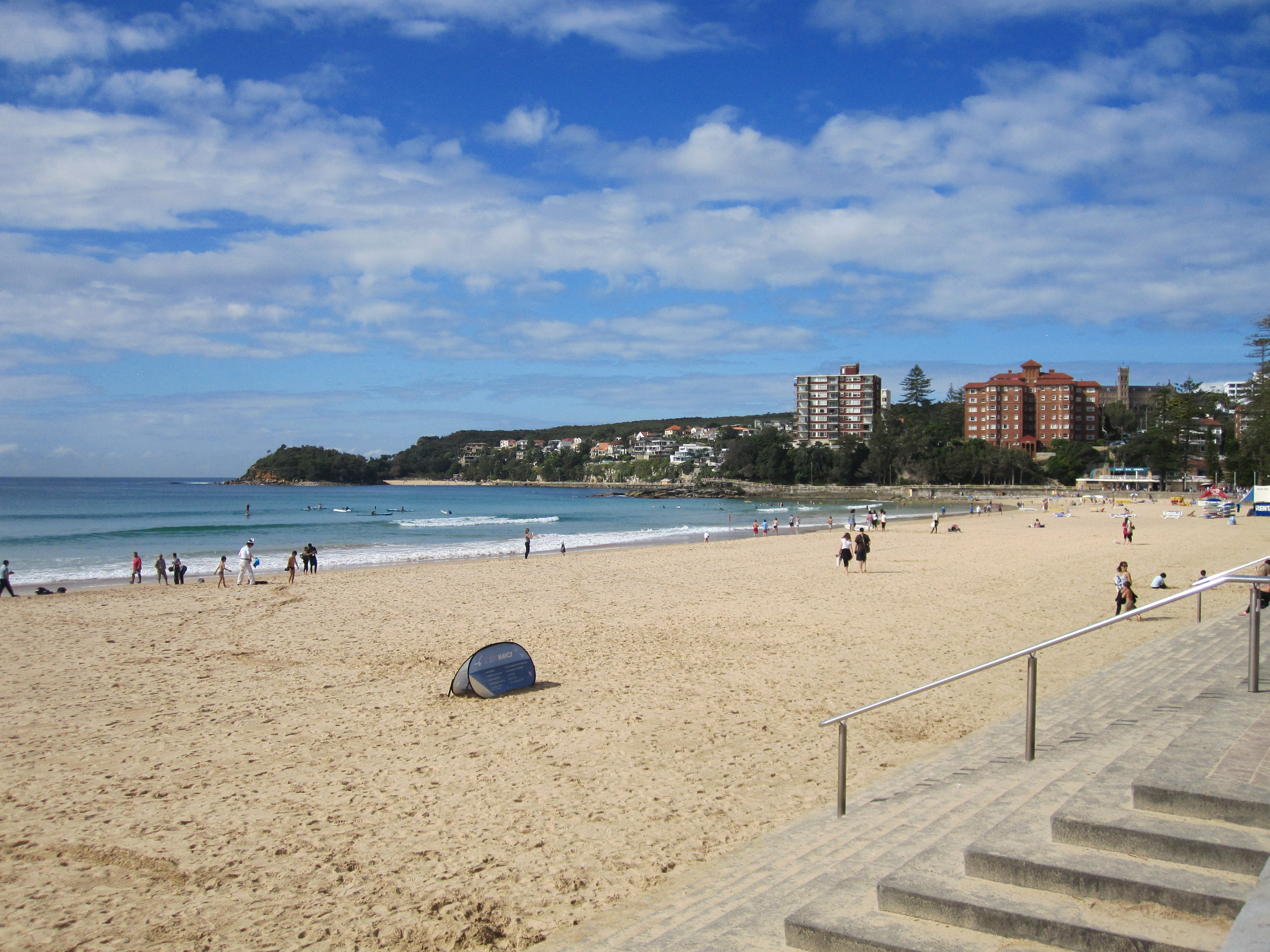
2011年